# Élections sénatoriales de 1989 dans le Calvados
Les élections sénatoriales dans le Calvados ont lieu le dimanche 24 septembre 1989. 
Elles ont pour but d'élire les sénateurs représentant le département au Sénat pour un mandat de neuf ans.

## Contexte départemental
Lors des élections sénatoriales du 28 septembre 1980 dans le Calvados, trois sénateurs UDF sont élus, Philippe de Bourgoing, Jacques Descours-Desacres et Jean-Marie Girault.
Depuis, tous les effectifs du collège électoral des grands électeurs sont renouvelés, avec les élections législatives de 1988 dans le Calvados, les élections régionales françaises de 1986, les élections cantonales de 1985 et 1988 et les élections municipales françaises de 1989.

## Rappel des résultats de 1980
| Candidat et parti politique | Candidat et parti politique | Candidat et parti politique | Premier tour | Premier tour |
| Candidat et parti politique | Candidat et parti politique | Candidat et parti politique | Voix         | %            |
| --------------------------- | --------------------------- | --------------------------- | ------------ | ------------ |
|                             | Jean-Marie Girault          | UDF                         | 1 123        | 69,62        |
|                             | Philippe de Bourgoing       | UDF                         | 1 080        | 66,96        |
|                             | Jacques Descours-Desacres   | CNIP                        | 1 021        | 63,30        |
|                             | André Paysant               | PS                          | 346          | 21,45        |
|                             | Alain de La Moussaye        | RPR                         | 283          | 17,54        |
|                             | Pascal Daubin               | PS                          | 266          | 16,49        |
|                             | Paul Panier                 | PS                          | 262          | 16,24        |
|                             | André Lenormand             | PCF                         | 99           | 6,14         |
|                             | Jeane Tillard               | PCF                         | 91           | 5,64         |
|                             | Jean-Claude Marie           | PCF                         | 91           | 5,64         |
|                             |                             |                             |              |              |
| Inscrits                    | Inscrits                    | Inscrits                    | 1 634        | 100,00       |
| Abstentions                 | Abstentions                 | Abstentions                 | 21           | 1,29         |
| Votants                     | Votants                     | Votants                     | 1 613        | 98,71        |
| Blancs et nuls              | Blancs et nuls              | Blancs et nuls              | 0            | 0            |
| Exprimés                    | Exprimés                    | Exprimés                    | 1 613        | 100,00       |

## Sénateurs sortants
| Sénateur | Sénateur                  | Parti | Fonctions lors de l'élection en 1980                         |
| -------- | ------------------------- | ----- | ------------------------------------------------------------ |
|          | Jean-Marie Girault        | UDF   | Sénateur sortant, conseiller général, maire de Caen          |
|          | Philippe de Bourgoing     | UDF   | Sénateur sortant, conseiller général, maire de Tracy-sur-Mer |
|          | Jacques Descours-Desacres | UDF   | Sénateur sortant, maire d'Ouilly-le-Vicomte                  |

## Candidats
Dans le Calvados, les sénateurs sont élus au scrutin majoritaire à deux tours. 
| Candidats | Candidats             | Parti | Principale fonction                                          |
| --------- | --------------------- | ----- | ------------------------------------------------------------ |
|           | Jean-Claude Marie     | PCF   | Maire de Gouvix                                              |
|           | Jacques Bayon         | PCF   | Maire de Blainville-sur-Orne                                 |
|           | Marc Bellet           | PCF   | Conseiller régional, conseiller municipal de Caen            |
|           | André Ledran          | PS    | Conseiller général, maire d'Ouistreham                       |
|           | Jean-Michel Gasnier   | PS    | Maire de Mondeville                                          |
|           | Pascal Daubin         | PS    | Maire de Lantheuil                                           |
|           | Philippe de Bourgoing | UDF   | Sénateur sortant, conseiller général, maire de Tracy-sur-Mer |
|           | Jean-Marie Girault    | UDF   | Sénateur sortant, conseiller général, maire de Caen          |
|           | Ambroise Dupont       | UDF   | Conseiller général, maire de Victot-Pontfol                  |
|           | Jean-Claude Cherrier  | DVD   |                                                              |
|           | Yves Dupres           | FN    |                                                              |
|           | Olivier Simonot       | FN    |                                                              |
|           | Henri Eyraud          | FN    |                                                              |

## Résultats
Les nouveaux représentants sont élus pour une législature de 9 ans au suffrage universel indirect par les 1 831 grands électeurs du département.
| Candidat et parti politique | Candidat et parti politique | Candidat et parti politique | Premier tour | Premier tour |
| Candidat et parti politique | Candidat et parti politique | Candidat et parti politique | Voix         | %            |
| --------------------------- | --------------------------- | --------------------------- | ------------ | ------------ |
|                             | Ambroise Dupont             | UDF                         | 1 170        | 65,07        |
|                             | Philippe de Bourgoing       | UDF                         | 1 165        | 64,79        |
|                             | Jean-Marie Girault          | UDF                         | 1 165        | 64,79        |
|                             | André Ledran                | PS                          | 461          | 25,64        |
|                             | Jean-Michel Gasnier         | PS                          | 440          | 24,47        |
|                             | Pascal Daubin               | PS                          | 434          | 24,14        |
|                             | Jean-Claude Cherrier        | DVD                         | 108          | 6,01         |
|                             | Jean-Claude Marie           | PCF                         | 90           | 5,01         |
|                             | Jacques Bayon               | PCF                         | 86           | 4,78         |
|                             | Marc Bellet                 | PCF                         | 82           | 4,56         |
|                             | Yves Dupres                 | FN                          | 38           | 2,11         |
|                             | Olivier Simonot             | FN                          | 30           | 1,67         |
|                             | Henri Eyraud                | FN                          | 23           | 1,28         |
|                             |                             |                             |              |              |
| Inscrits                    | Inscrits                    | Inscrits                    | 1 831        | 100,00       |
| Abstentions                 | Abstentions                 | Abstentions                 | 21           | 1,14         |
| Votants                     | Votants                     | Votants                     | 1 810        | 98,86        |
| Blancs et nuls              | Blancs et nuls              | Blancs et nuls              | 12           | 0,35         |
| Exprimés                    | Exprimés                    | Exprimés                    | 1 798        | 99,65        |